# 坎德 (紐約州村)
坎德（英語：Candor）是位於美國紐約州泰奧加縣的村。

## 人口
根據2020年美國人口普查的數據，坎德的面積為1.13平方千米，皆為陸地。當地共有人口786人，而人口密度為每平方千米696人。